# 라카유 8760
라카유 8760은 현미경자리에 있는 적색 왜성이다. 이 별은 망원경으로 관찰해야만 볼 수 있을 정도로 어둡지만, 지구에서의 거리는 매우 가까운 편으로 약 12.9광년 떨어져 있다. 이 별은 1763년 프랑스 천문학자 니콜라 루이 드 라카유가 작성한 항성 목록에 들어갔다. 그는 이 별을 희망봉에 있는 천문대에서 관측했다.
1979년 아일랜드 천문학자 패트릭 바이른은 이 별이 플레어 별임을 알아냈고, 변광성 기호 현미경자리 AX라는 이름을 붙였다. 다만 이 별은 플레어 별 중에서는 조용한 편으로, 플레어 폭발 현상은 1일에 1회 미만이다.
이 별의 공전궤도 편평율은 0.23으로 큰 편이다. 라카유 8760은 2만 년 전에 태양에 가장 가까이 접근했었다. 질량이 작기 때문에 라카유 8760은 태양보다 일곱 배 정도 더 오래 살 것으로 예상된다. 천문학자들의 오랜 관측에도 불구하고 이 별 주위를 도는 행성은 아직 발견되지 않았다.

## 같이 보기
- 가까운 별 목록